# Johanna Lecklin
Johanna Lecklin (Helsinki, 26 mars 1972) est une photographe finlandaise.

## Récompenses et distinctions
- 2017 : FOKUS Festival, 2nd Prize, Nikolaj Kunsthal, Copenhague
- 2013 : Finnish Art Society, William Thuring Foundation’s Prize, Finlande
- 2006 : Anita Snellman's Foundation, Finlande
- 2004 : Stina Krook’s Foundation, Finlande
- 2001 : Year Prize of the Artists’ Association de Finlande